# Ministerio de Minas y Energía (Colombia)
El Ministerio de Minas y Energía de Colombia (MinEnergía) es la oficina estatal que se encarga de dirigir la política nacional en cuanto a minería, hidrocarburos e infraestructura energética. Su titular es designado por el Presidente de Colombia. 

## Funciones
La responsabilidad del Ministerio es la de administrar los recursos naturales no renovables del país asegurando su mejor y mayor utilización; la orientación en el uso y regulación de los mismos, garantizando su abastecimiento y velando por la protección de los recursos naturales del medio ambiente con el fin de garantizar su conservación, restauración y el desarrollo sostenible, de conformidad con los criterios de evaluación, seguimiento y manejo ambiental, señalados por la autoridad ambiental competente. 
La entidad tiene como misión formular y adoptar políticas dirigidas al aprovechamiento sostenible de los recursos mineros y energéticos para contribuir al desarrollo económico y social del país. 

## Historia
En 1940 el presidente Eduardo Santos crea el Ministerio de Minas y Petróleos, encargándole los asuntos públicos antes descritos. En 1951 es brevemente suspendido el ministerio, pero se crea nuevamente un año después. En 1973 adquiere su nombre actual.
- 1940 – 1951, Ministerio de Minas y Petróleos
- 1951 – 1952, se integra al nuevo Ministerio de Fomento
- 1952 – 1973, Ministerio de Minas y Petróleos
- 1973 – hoy, Ministerio de Minas y Energía

## Ministros
La siguiente es la lista de personas que han ocupado la titularidad de la cartera desde su creación:
| N.°  | Ministro                         | Inicio                   | Final                    | Presidente               | Ref.        |
| ---- | -------------------------------- | ------------------------ | ------------------------ | ------------------------ | ----------- |
| 1.°  | Gerardo Silva Valderrama         | 13 de abril de 1974      | 7 de agosto de 1974      | Misael Pastrana Borrero  | [ 1 ]       |
| 2.°  | Eduardo del Hierro Santacruz     | 7 de agosto de 1974      | 10 de julio de 1975      | Alfonso López Michelsen  | [ 2 ]       |
| 3.°  | Juan José Turbay                 | 10 de julio de 1975      | 18 de noviembre de 1975  | Alfonso López Michelsen  | [ 2 ]       |
| 4.°  | Jaime García Parra               | 18 de noviembre de 1975  | 27 de enero de 1977      | Alfonso López Michelsen  | [ 2 ]       |
| 5.°  | Miguel Urrutia Montoya           | 27 de enero de 1977      | 3 de octubre de 1977     | Alfonso López Michelsen  | [ 2 ]       |
| 6.°  | Eduardo Gaitán Durán             | 3 de octubre de 1977     | 7 de agosto de 1978      | Alfonso López Michelsen  | [ 2 ]       |
| 7.°  | Alberto Vásquez Restrepo         | 7 de agosto de 1978      | 14 de mayo de 1980       | Julio César Turbay Ayala | [ 3 ]       |
| 8.°  | Humberto Ávila Mora              | 14 de mayo de 1980       | 12 de marzo de 1981      | Julio César Turbay Ayala | [ 3 ]       |
| 9.°  | Carlos Rodado Noriega            | 12 de marzo de 1981      | 7 de agosto de 1982      | Julio César Turbay Ayala | [ 3 ]       |
| 10.° | Carlos Martínez Simahan          | 7 de agosto de 1982      | 1984                     | Belisario Betancur       | [ 4 ]       |
| 11.° | Álvaro Leyva Durán               | 1984                     | 1985                     | Belisario Betancur       | [ 4 ]       |
| 12.° | Iván Duque Escobar               | 1985                     | 7 de agosto de 1986      | Belisario Betancur       | [ 4 ]       |
| 13.° | Guillermo Perry Rubio            | 7 de agosto de 1986      | 19 de agosto de 1988     | Virgilio Barco Vargas    | [ 5 ]       |
| 14.° | Óscar Mejía Vallejo              | 19 de agosto de 1988     | 1989                     | Virgilio Barco Vargas    | [ 5 ]       |
| 15.° | Margarita Mena                   | 1989                     | 7 de agosto de 1990      | Virgilio Barco Vargas    | [ 5 ]       |
| 16.° | Luis Fernando Vergara Munárriz   | 7 de agosto de 1990      | 13 de noviembre de 1991  | César Gaviria Trujillo   | [ 4 ] [ 5 ] |
| 17.° | Camilo Restrepo Salazar          | 13 de noviembre de 1991  | 5 de julio de 1992       | César Gaviria Trujillo   | [ 4 ] [ 5 ] |
| 18.° | Guido Nule Amín                  | 5 de julio de 1992       | 7 de agosto de 1994      | César Gaviria Trujillo   | [ 4 ] [ 5 ] |
| 19.° | Jorge Eduardo Cock Londoño       | 7 de agosto de 1994      | 1995                     | Ernesto Samper Pizano    | [ 5 ]       |
| 20.° | Rodrigo Villamizar Alvargonzález | 1995                     | 1997                     | Ernesto Samper Pizano    | [ 5 ]       |
| -    | Carlos Conte Lamboglia (e)       | 1997                     | 1997                     | Ernesto Samper Pizano    | [ 5 ]       |
| 21.° | Orlando Cabrales Martínez        | 1997                     | 7 de agosto de 1998      | Ernesto Samper Pizano    | [ 5 ]       |
| 22.° | Luis Carlos Valenzuela Delgado   | 7 de agosto de 1998      | 2000                     | Andrés Pastrana Arango   | [ 4 ] [ 5 ] |
| 23.° | Carlos Eduardo Caballero Argáez  | 2000                     | 2001                     | Andrés Pastrana Arango   | [ 4 ] [ 5 ] |
| 24.° | Ramiro Valencia Cossio           | 2001                     | 12 de noviembre de 2001  | Andrés Pastrana Arango   | [ 4 ] [ 5 ] |
| 25.° | Luisa Fernanda Lafaurie Rivera   | 12 de noviembre de 2001  | 7 de agosto de 2002      | Andrés Pastrana Arango   | [ 4 ] [ 5 ] |
| 26.° | Luis Ernesto Mejía Castro        | 7 de agosto de 2002      | 11 de julio de 2006      | Álvaro Uribe Vélez       | [ 4 ] [ 5 ] |
| 27.° | Hernán Martínez Torres           | 11 de julio de 2006      | 7 de agosto de 2010      | Álvaro Uribe Vélez       | [ 4 ] [ 5 ] |
| 28.° | Carlos Rodado Noriega            | 7 de agosto de 2010      | 23 de septiembre de 2011 | Juan Manuel Santos       | [ 6 ]       |
| 29.° | Mauricio Cárdenas Santamaría     | 23 de septiembre de 2011 | 3 de septiembre de 2012  | Juan Manuel Santos       | [ 7 ]       |
| 30.° | Federico Renjifo Vélez           | 3 de septiembre de 2012  | 10 de septiembre de 2013 | Juan Manuel Santos       | [ 8 ]       |
| 31.° | Amilkar Acosta Medina            | 10 de septiembre de 2013 | 19 de agosto de 2014     | Juan Manuel Santos       | [ 9 ]       |
| 32.° | Tomás González Estrada           | 19 de agosto de 2014     | 9 de marzo de 2016       | Juan Manuel Santos       | [ 10 ]      |
| -    | María Lorena Gutiérrez Botero    | 9 de marzo de 2016       | 20 de abril de 2016      | Juan Manuel Santos       | [ 11 ]      |
| 33.° | Germán Arce Zapata               | 20 de abril de 2016      | 7 de agosto de 2018      | Juan Manuel Santos       | [ 12 ]      |
| 34.° | María Fernanda Suárez Londoño    | 7 de agosto de 2018      | 25 de junio de 2020      | Iván Duque Márquez       | [ 13 ]      |
| 35.° | Diego Mesa Puyo                  | 25 de junio de 2020      | 7 de agosto de 2022      | Iván Duque Márquez       | [ 14 ]      |
| 36.º | Irene Vélez Torres               | 7 de agosto de 2022      | 19 de julio de 2023      | Gustavo Petro            | [ 15 ]      |
| 37.º | Omar Andrés Camacho Morales      | 20 de julio de 2023      | 9 de febrero de 2025     | Gustavo Petro            | [ 17 ]      |
| 38.º | Edwin Palma Egea                 | 27 de febrero de 2025    | En el cargo              | Gustavo Petro            | 18          |